# Akugi
akugi（アクギ）は、2020に結成した日本ボーカル1人とダンサー2人の音楽ユニット所属レーベルはコドモメンタルINC.

## 概要
2020年に結成された。

## 略歴
2020年
- 12月30日、「r u serious? feat. ヤマコマロ」リリース　MV公開
- 12月31日、HIBUYA PLEASURE PLEASUREにてレーベル祭り「こどもめんたる〜はっぴょうの拾陸〜年越しSP」で、初ライブ

2021年
- 1月26日、「デイドリームスピーカー feat. 色とわ」MV公開
- 1月27日、「デイドリームスピーカー feat. 色とわ」リリース
- 6月15日、「addict feat. もとちか襲」MV公開
- 6月16日、1st mini Album「Playplay」リリース
- 6月25日、「period feat. メイユイメイ」MV公開
- 8月18日、个喆 with akugi「ナイトウォッチ」リリース

2022年
- 12月28日、1stフル・アルバム「Bias-Blur」リリース

2023年
- 1月27日、「IDOL? feat. ALL子供精神」MV公開
- 2月15日、「BNZK feat. 如月愛海/もとちか襲」MV公開

## メンバー
- marikoyu（ボーカル）

　KAQRIYOTERRORの心鞠游
- まるあうま（ダンス）

　元星歴13夜の天まうる
- nainotokanon（ダンス）

　TOKYOてふてふの十叶のんの

## 動画

### ミュージックビデオ
| 公開日     | タイトル                            | 備考                       |
| ---------- | ----------------------------------- | -------------------------- |
| 2020/12/30 | r u serious? feat. ヤマコマロ       | 1st Digital Single         |
| 2021/01/26 | デイドリームスピーカー feat. 色とわ | 2nd Digital Single         |
| 2021/06/15 | addict feat. もとちか襲             | 1st mini Album "Playplay"  |
| 2021/06/25 | period feat. メイユイメイ           | 1st mini Album "Playplay"  |
| 2023/01/27 | IDOL? feat. ALL子供精神             | 1st Full Album "Bias-Blur" |
| 2023/02/15 | BNZK feat. 如月愛海/もとちか襲      | 1st Full Album "Bias-Blur" |